# Istanbul Cup 2006
L'Istanbul Cup 2006 è stato un torneo di tennis giocato sulla terra rossa. È stata la 2ª edizione dell'Istanbul Cup, che fa parte della categoria Tier III nell'ambito del WTA Tour 2006. Si è giocato a Istanbul in Turchia, dal 22 al 28 maggio 2006.

## Campioni

### Singolare
Shahar Peer ha battuto in finale  Anastasija Myskina con il punteggio di 1–6, 6–3, 7–6(3)

### Doppio
Al'ona Bondarenko /  Nastas'sja Jakimava hanno battuto in finale  Sania Mirza /  Alicia Molik con il punteggio di 6–2, 6–4